# Alfred J. Pearson
Alfred John Pearson (ur. 29 września 1869 w Landskronie w Szwecji, zm. 9 sierpnia 1939 w Minnesocie) – amerykański polityk i dyplomata, Minister Pełnomocny Stanów Zjednoczonych w Polsce w latach 1924–1925.
Był wykładowcą germanistyki na Drake University w Des Moines. W latach 1925–1930 był ambasadorem Stanów Zjednoczonych w Finlandii. Był luteraninem.